# CIDEA
CIDEA (англ. Cell death-inducing DFFA-like effector a) – білок, який кодується однойменним геном, розташованим у людей на короткому плечі 18-ї хромосоми. Довжина поліпептидного ланцюга білка становить 219 амінокислот, а молекулярна маса — 24 687.
| 10         |  | 20         |  | 30         |  | 40         |  | 50         |
| ---------- |  | ---------- |  | ---------- |  | ---------- |  | ---------- |
| MEAARDYAGA |  | LIRPLTFMGS |  | QTKRVLFTPL |  | MHPARPFRVS |  | NHDRSSRRGV |
| MASSLQELIS |  | KTLDALVIAT |  | GLVTLVLEED |  | GTVVDTEEFF |  | QTLGDNTHFM |
| ILEKGQKWMP |  | GSQHVPTCSP |  | PKRSGIARVT |  | FDLYRLNPKD |  | FIGCLNVKAT |
| MYEMYSVSYD |  | IRCTGLKGLL |  | RSLLRFLSYS |  | AQVTGQFLIY |  | LGTYMLRVLD |
| DKEERPSLRS |  | QAKGRFTCG  |  |            |  |            |  |            |

A: Аланін

C: Цистеїн

D: Аспарагінова кислота

E: Глутамінова кислота

F: Фенілаланін

G: Гліцин

H: Гістидин

I: Ізолейцин

K: Лізин

L: Лейцин

M: Метіонін

N: Аспарагін

P: Пролін

Q: Глутамін

R: Аргінін

S: Серин

T: Треонін

V: Валін

W: Триптофан

Кодований геном білок за функцією належить до активаторів. 
Задіяний у таких біологічних процесах, як апоптоз, транскрипція, регуляція транскрипції. 
Локалізований у ядрі, ліпідних краплях.